# Hr.Ms. Z 6 (1917)
De Hr.Ms. Z 6 (Z 6) was een Nederlandse torpedoboot van de Z 5-klasse, het schip is gebouwd door de Vlissingse scheepswerf Koninklijke Maatschappij de Schelde.

## Oefentochten
In 1927 en 1928 maakte de Z 6 een oefentocht samen met de onderzeeboten O 10 en O 11, de torpedoboten Z 5, Z 7 en Z 8 en het pantserschip Hertog Hendrik tochten naar Zweden, de Baltische staten en Schotland.

## Hr. Ms. Z 6 tijdens de Tweede Wereldoorlog
Tijdens de Duitse aanval op Nederland in 1940 was de Z 6 gestationeerd in Den Helder waar het vijandelijke vliegtuigen onder vuur nam. Op 14 mei vluchtte de Z 6 naar het Verenigd Koninkrijk waar het schip tot 16 juni 1940 escortediensten verleende. Vanaf 16 juni was het schip verbonden aan de onderzeedienst in Dundee. Gedurende deze periode werd het voorste 7,5 cm kanon vervangen door een 12,7 mm dubbelmitrailleur. Door een tekort aan mensen bij de onderzeedienst werd het schip op 4 oktober 1940 uit dienst gesteld. In maart 1942 werd het schip voor de sloop verkocht, wat plaatsvond in februari 1943 in het Britse Bolness.